# Czarnocin (gromada w powiecie łódzkim)
Czarnocin – dawna gromada, czyli najmniejsza jednostka podziału terytorialnego Polskiej Rzeczypospolitej Ludowej w latach 1954–1972.
Gromady, z gromadzkimi radami narodowymi (GRN) jako organami władzy najniższego stopnia na wsi, funkcjonowały od reformy reorganizującej administrację wiejską przeprowadzonej jesienią 1954 do momentu ich zniesienia z dniem 1 stycznia 1973, tym samym wypierając organizację gminną w latach 1954–1972.
Gromadę Czarnocin siedzibą GRN w Czarnocinie utworzono – jako jedną z 8759 gromad na obszarze Polski – w powiecie łódzkim w woj. łódzkim, na mocy uchwały nr 34/54 WRN w Łodzi z dnia 4 października 1954. W skład jednostki weszły obszary dotychczasowych gromad Bieżywody, Biskupia Wola, Czarnocin, Czarnocin Poduchowny, Zawodzie i Kalska Wola oraz kolonia Remiszowice, część obszaru parcelacji Remiszowice (położonej na zachód of linii kolejowej Koluszki-Piotrków) i tereny PKP z dotychczasowej gromady Remiszowice ze zniesionej gminy Czarnocin w tymże powiecie. Dla gromady ustalono 25 członków gromadzkiej rady narodowej.
1 stycznia 1958 do gromady Czarnocin przyłączono obszar zniesionej gromady Szynczyce oraz osadę młyńską Ruta Żeromińska i osadę włościańską Ruta Żeromińska ze zniesionej gromady Dalków.
31 grudnia 1959 do gromady Czarnocin przyłączono wieś i kolonię Zamość ze znoszonej gromady Prażki w powiecie brzezińskim (woj. łódzkie).
Gromada przetrwała do końca 1972 roku, czyli do kolejnej reformy gminnej. 1 stycznia 1973 w powiecie łódzkim reaktywowano gminę Czarnocin (od 1999 gmina znajduje się w powiecie piotrkowskim).